# Theridion taegense
Theridion taegense là một loài nhện trong họ Theridiidae.
Loài này thuộc chi Theridion. Theridion taegense được Kap Yong Paik miêu tả năm 1996.